# Derouaux
Derouaux is een Belgisch historisch merk van bromfietsen.
Ets. Derouaux Frères in Luik maakte in de jaren vijftig bromfietsen met een JLO-blokje van 60 cc.